# 氫氧化亞錫
氫氧化亞錫是一種不存在的無機化合物，实际上是水合氧化亚锡，只是为了表达方便，化學式写作Sn(OH)2并成为氢氧化亚锡。氫氧化亞錫是錫的2價(氧化態)化合物。氫氧化亞錫的外觀是白色结晶粉末，有時會呈或微黄色结晶粉末，熔點約為攝氏120，難溶於水，微溶乙醇、乙醚，易溶於二氯烴類、丙酮等有機化合物、遇到高溫容易分解或脱水变成黑色的一氧化锡。
氫氧化亞錫置於空氣中常常會被氫氧化成氫氧化錫。

## 制備
純氫氧化亞錫的製備方式有很多，例如(CH3)3SnOH 和 SnCl2 在非質子傳遞的溶劑中:
2Me3SnOH+ SnCl2 → Sn(OH)2 + 2Me3SnCl
但得到的物質曾有過爭議，因為沉澱的錫鹽Sn(OH)2被認為與鹼金屬氫氧化物（如NaOH）有類似的結構，但分析後發現它是氧化亚錫的水合物，即5SnO.2H2O or  3SnO.H2O,，所以純的Sn(OH)2結構是不確定的。
另一種是利用錫金屬當作電極電解水，接負極的電極會產生氫氣，另一極的錫原子失去電子變成錫離子進入水中遇到氫氧根離子而沉澱，乾燥後得到氫氧化亞錫:
錫金屬當作電極電解水陰極的半反應為:
Sn → Sn2+ + 2e-
Sn2+ + 2H2O → Sn(OH)2 + 2H+
陽極的半反應為:
2H+  + 2e- → H2
全反應
Sn + 2H2O → Sn(OH)2 + H2
由於Sn(OH)2難溶於水，所以會沉澱。

## 用途
氫氧化亞錫可以用來防治馬鈴薯晚疫病、洋蔥黑班病、等各種作物的疾病。除殺菌外，也可用於防治水田中的藻類和水蝸牛比如說福壽螺，但由於錫會造成重金屬汙染，現在這些多用其他有機物取代了。氫氧化亞錫還有增糖、增產的作用。